# Pseudokawia łasicowata
Pseudokawia łasicowata (Galea musteloides) – gatunek ssaka z podrodziny kawii (Caviinae) w rodzinie kawiowatych (Caviidae). Zamieszkuje na terenie południowego Peru, w Boliwii i północno-wschodnie krańce Chile.

## Systematyka
Wyróżnia się pięć podgatunków pseudokawii łasicowatej:
- G. m. musteloides (syn.: G. boliviensis (Waterhoues, 1848) oraz G. comes Thomas, 1919)
- G. m. auceps
- G. m. demissa
- G. m. leucoblephara
- G. m. littoralis (syn.: G. negrensis Thomas, 1919)

W konsekwencji badań filogenetycznych przedstawicieli rodzaju Galea opisywany jako odrębny klad G. monasteriensis został uznany za synonim Galea musteloides.

## Budowa ciała
Ubarwienie części grzbietowej pseudokawii łasicowatej waha się od jasnego do ciemnobrązowego z pasmami czerni. W części brzusznej wybarwione są na biało. Zwierzęta nie mają ogonów, ich łapy są krótkie, zakończone szponiastymi pazurami. Masa ciała dorosłych osobników waha się od 300 do 600 g.

## Tryb życia
Pseudokawia łasicowata jest zwierzęciem roślinożernym i prowadzi dzienny, naziemny tryb życia. Jest gatunkiem sympatrycznym w stosunku do zwierząt z rodzaju tukotuko (Ctenomys). Pseudokawia łasicowata wykorzystuje ich nory i reaguje na sygnały alarmowe populacji tukotuko.

### Cykl życiowy
Zwierzęta mają wielu partnerów. Samice zwykle łączą się z kilkoma – od dwóch do czterech – samcami. Po ciąży trwającej od 52–54 dni samica rodzi 1–5 młodych. Rozród może być prowadzony we wszystkich porach roku. Samce nie podejmują opieki nad potomstwem. Mogą wobec młodych okazywać zachowania agresywne. Samice z danego stada mogą wspólnie zajmować się potomstwem. W niewoli pseudokawia łasicowata może żyć około 3,5 roku.

## Zasięg występowania
Pseudokawia łasicowata występuje na terenie południowego Peru, w Boliwii i północno-wschodnie krańce Chile.